# Gasteracantha sapperi
Gasteracantha sapperi là một loài nhện trong họ Araneidae.
Loài này thuộc chi Gasteracantha. Gasteracantha sapperi được Maria Dahl miêu tả năm 1914.